# La Noë-Poulain
La Noë-Poulain är en kommun i departementet Eure i regionen Normandie i norra Frankrike. Kommunen ligger i kantonen Saint-Georges-du-Vièvre som tillhör arrondissementet Bernay. År 2022 hade La Noë-Poulain 251 invånare.

## Befolkningsutveckling
Antalet invånare i kommunen La Noë-Poulain
Referens:INSEE